# Окерланд, Джин
Юджин Артур Окерланд (англ. Eugene Arthur Okerlund, 19 декабря 1942, Брукингс, Южная Дакота — 2 января 2019, Сарасота, Флорида) — американский интервьюер и ринг-анонсер рестлинга. Наиболее известен по работе в WWE (ранее — World Wrestling Federation) и World Championship Wrestling. Член Зала Славы WWE, введён в 2006 году Халком Хоганом. Имел пожизненный контракт с WWE.

## Карьера

### American Wrestling Association
Джин Окерланд оставил работу на радио ради места в American Wrestling Association (AWA) в начале 1970-х, где он иногда заменял интервьюера и ринг-анонсера Марти О’Нила. К концу десятилетия замена становится постоянной.

### World Wrestling Federation (1984—1993)
Окерланд оставался в AWA до конца 1983 года, до той поры, когда многие из персонала AWA перешли в расширяющуюся Всемирную федерацию рестлинга (WWF). Он оставался в WWF девять лет как интервьюер, был ведущим множества шоу WWF, таких как All-American Wrestling и Tuesday Night Titans.
В 1984 году Джин Окерланд и Халк Хоган вышли против Мистера Фуджи и Джорджа Стила в Миннеаполисе. Окерланд должен был оставаться за пределами ринга и не вступать в поединок. Однако, в какой-то момент, Хоган и Окерланд ударили по рукам, и рефери засчитал это за таг. Окерланд вошёл в поединок, но прежде чем оппонент тронул его, Хоган нанёс ему удар сзади, после чего Окерланд произвёл удержание. После матча Окерланд взял у Хогана интервью.
12 ноября 1985 года Окерланд вместе с Халком Хоганом, Бобби Хинаном, Рикки Стимботом, Дэви Бой Смитом, Капралом Киршнером, Динамит Кидом и Большим Джоном Стаддом появился в популярном американском комедийно-приключенческом телевизионном сериале «Команда „А“».
Окерланд также был причастен к одному из самых курьёзных случаев в истории рестлинга, произошедшем на СаммерСлэме 1989 года. Окерланд собирался брать интервью у интерконтинентального чемпиона WWF Рика Руда и его менеджера Бобби Хинана перед тем, как Руд должен был защищать свой титул против Последнего Воина. В этот момент фон СаммерСлэма упал назад. Эти кадры можно увидеть в видео, предваряющем введение Окерланда в Зал Славы WWE. За кадром слышатся слова Винса Макмэна: «Nice move!», и последовавшие восклицания Окерланда, среди которых: «Fuck it!». Камеры сразу же переключились на толпу, после чего анонсер Тони Шевани и его помощник Джесси Вентура пытались восстановить порядок. Спустя короткий промежуток времени, интервью Окерланда с Рудом и Хинаном состоялось, как и планировалось. Согласно интервью с Джином Окерландом, проведённым RF Video, на самом деле курьёз на СаммерСлэме 1989 года был записан заранее. Он пояснил, что курьёзная лента была включена во время прямой трансляции. Во время трансляции Винс Макмэн находился за аппаратурой, и дал инструкцию Вентуре, чтобы тот «запикал» выражения Окерланда. Вместо этого Вентура дал горячие выражения Окерланда в эфир, тем самым шутливо преподнёс его зрителям как некоего «возмутителя спокойствия».

### World Championship Wrestling (1993—2001)
После СаммерСлэма 1993 года Джин Окерланд покидает WWF, и переходит в WCW, где начинает работать интервьюером. Он проработал там до продажи WCW Всемирной федерации рестлинга 26 марта 2001 года. Осенью 1996 года его контракт с WCW истёк, и он на пару месяцев пропадал из телеэфира.
Во время интервью с Букером Ти, Стиви Рэем и Сестрой Шерри на Spring Stampede 1997, Окерланд оказался причастным к другой курьёзной ошибке, когда Букер Ти случайно назвал Халка Хогана «негром».
Окерланд всегда считался нейтральным комментатором в течение всей его карьеры, но получил образ «грязного старика» от Винса Руссо за то, что засматривался на груди женщин, у которых брал интервью, а также после его сюжетных романтических отношений с интервьюером и анонсером WCW Памелой Полшок, которая была моложе его на 27 лет.
Кульминация отношений с Полшок, длившихся несколько недель наступила, когда на шоу WCW Thunder от 16 августа 2000 года в матче между Джином Окерландом и комментатором WCW Марком Мадденом, когда тот собирался провести Окерланду «сплэш» со второго каната, Памела выбежала на ринг, помогла Окерланду уйти с траектории приёма, и затем нанесла Маддену удар между ног, в результате чего он свалился с канатов, и Окерланд произвёл удержание. Перед матчем Окерланд шутливо заставил Маддена продемонстрировать зрителям его жировые складки.
Из-за травмы шеи, полученной во время своего пребывания в WWF, Окерланд не мог принимать полноценное участие в различных рестлерских разборках (в рестлинге обычная практика, когда интервьюерам, ринг-анонсерам, комментаторам и судьям в какие-то моменты «достаётся» от рестлеров). Один из примеров — это когда он должен был получить «каттер» от Криса Каньона (только на камеру, без зрителей). В тот момент, когда Окерланд должен был получить удар, камера сместилась, а когда вернулась в исходное положение, Окерланд его уже «получил».
В WCW Джин Окерланд выходил в ринг в общей сложности дважды. Первый раз — на шоу WCW Thunder от 9 августа 2000 года с Баффом Багвеллом против Марка Маддена и Криса Каньона. Второй раз — на следующем WCW Thunder (от 16 августа 2000 года) — против Марка Маддена в одиночном поединке. Из обоих матчей Окерланд вышел победителем.

### Возвращение в WWF/E (2001—2019)

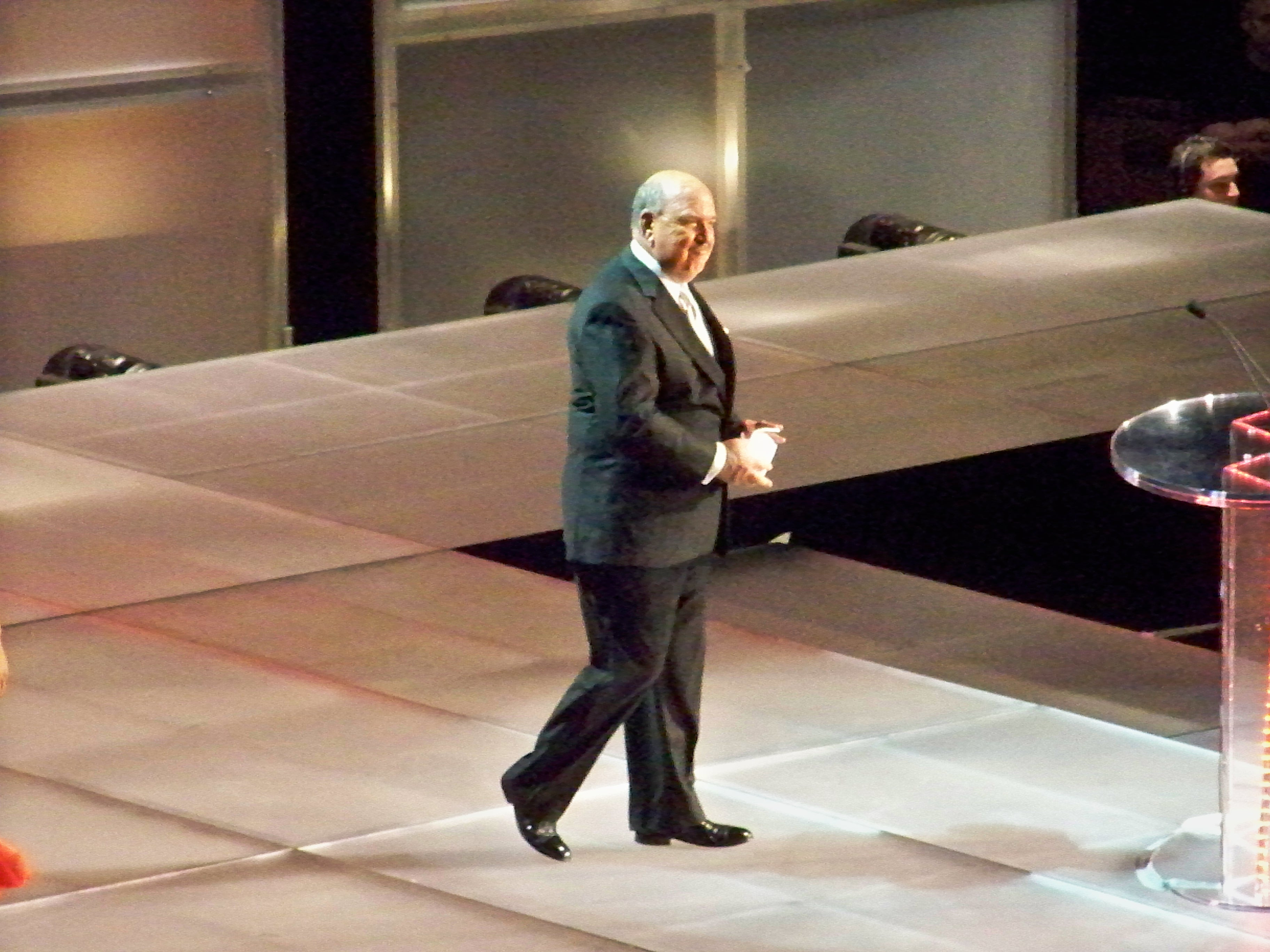
Джин Окерланд на церемонии введения в Зал Славы WWE в 2006 году.

Окерланд вернулся в WWF (переименованную в WWE в 2002 году), и его первой работой в компании после возвращения из WCW стало комментирование «королевской битвы» с участием девятнадцати рестлеров, проводимой в рамках Рестлмании Х-Семь 1 апреля 2001 года, вместе с Бобби «Мозгом» Хинаном. Затем он был ведущим программы WWE Confidential, которая выходила на ТВ в 2002—2004 годах.
Также Окерланд в 2006—2009 годах вёл WWE Madison Square Garden Classics — еженедельную передачу, в которой демонстрировались матчи, проводившиеся в Мэдисон-сквер-гарден на протяжении четырёх десятилетий. В телевизионном проекте WWE Classics on Demand он ведёт ежемесячную рубрику, выпуски которой посвящены членам Зала Славы WWE.
Окерланд был введён в Зал Славы WWE в 2006 году Халком Хоганом. В речи, с которой он выступил перед публикой, он процитировал американского баскетбольного тренера Бобби Найта, попросив после смерти похоронить себя лицом вниз для того, чтобы критики смогли «поцеловать его задницу».
В июне 2008 года Окерланд начинает вести WWE Vintage Collection — программу, в которой демонстрируются архивные записи из обширного видеособрания WWE.
4 апреля 2009 года, перед Рестлманией XXV, Джин Окерланд ввёл в Зал Славы WWE Говарда Финкела — ринг-анонсера, работающего в WWF/WWE с 1975 года.
7 июня 2010 года на Raw, Окерланд помогал в спасении Куинтона Джексона, который по сюжету находился в заложниках у Теда Дибиаси-младшего, Вёрджила, Ирвина Р. Шустера и Родди Пайпера.
Окерланд проводил интервью в трёхчасовом «олдскульном» эпизоде Raw, прошедшем 15 ноября 2010 года. В той же манере, в которой он брал интервью в 1980-х, им были взяты интервью у Джона Сины, Рэнди Ортона, участников команды «Нексус» и Мэй Янг. Также принимал участие в нескольких акциях по продвижению «олдскульной» линии мерчендайза от WWE.
Окерланд появился на Рестлмании XXVII в эпизоде с Роком и Пи-Ви Херманом.
10 апреля 2012 года на WWE SmackDown: Blast from the Past, Окерланд вместе с чемпионом мира в тяжёлом весе Шеймусом одержали победу над Дэниелом Брайаном и Альберто дель Рио при поддержке «олдскульного» ростера WWE.
17 декабря 2012 года во время Raw Джин Окерланд появился наряду с Джимом Россом и Рикки «Драконом» Стимботом, чтобы объявить обладателя награды «Слэмми» в номинации «Матч года».
Окерланд принял участие в «олдскульном» Raw от 4 марта 2013 года в честь 90-летия Мэй Янг.
6 января 2014 года Джин Окерланд появился на очередном «олдскульном» эпизоде Raw.
Окерланд ввёл Мистера Ти в Зал Славы WWE 6 апреля 2014 года.
С апреля 2014 года Джин Окерланд является одним из участников реалити-шоу WWE Legends’ House. Шоу выходит в эфир по четвергам ночью только на WWE Network.

## Личная жизнь
Своё прозвище «The Mean» Джин Окерланд получил во время своего пребывания в AWA от Джесси Вентуры — в виде иронии. Обосновывается это тем, что на протяжении лет многие из рестлеров и персонала промоушена считали Окерланда дружелюбной особой.
Имя Окерланда также ассоциируется с фаст-фудом — «Мин-Джин’с-бургерами», детищем Orion Food Systems (возглавлявшейся двумя племянниками Окерланда), которые появились в кампусах колледжа Университета Дьюка и в его альма-матер — Университете Западной Вирджинии, а также сетью пиццерий, расположенных в боулингах, «Мин-Джин’с-пицца». Эти бренды принадлежат Hot Stuff Foods, возглавлявшейся двумя племянниками Окерланда. В начале 2006 года Окерланд прекратил сотрудничество с Hot Stuff Foods. Окерланд и один из его племянников планировали создать свою собственную компанию и использовать эти бренды, но Hot Stuff Foods подали против них иск с утверждением, что бренд «Mean Gene» принадлежит им. Окерланд проиграл дело, и судья заявил, что он не сможет использовать бренд «Mean Gene» в своей новой компании. Однако Окерланду удалось добиться отмены регистрации товарных знаков, принадлежавших Orion Food Systems, но ему ещё предстоят тяжбы с этой компанией.
Окерланд, как и владелец WWE Винс Макмэн, не выносит сигаретного дыма. Однажды, во время интервью с Риком Флэром после Королевской битвы 1992 года, он приказал кому-то из членов производственной бригады за кадром «убрать эту сигарету вон» (англ. Put that cigarette out!).
Окерланд состоит в браке со своей женой Джинн (англ. Jeanne) с 27 марта 1964 года, с ней у него двое взрослых детей. Его сын Тодд Окерланд играл за хоккейную команду Миннесотского университета с 1983 по 1987 годы. Тодд выступал на Зимних Олимпийских играх 1988 года в Калгари за хоккейную Сборную США. Он провёл четыре матча в команде Национальной хоккейной лиги «Нью-Йорк Айлендерс». Хроническая травма колена, в конечном счёте, заставила его уйти из спорта.
Перенёс две пересадки почки — в 1995 и 2004 годах.

## Награды и достижения
- Pro Wrestling Report[англ.]
  - Награда PWR за жизненные достижения (2011)
- World Wrestling Federation/Entertainment
  - Слэмми — как лучший комментатор (1986)[26]
  - Слэмми — как лучшая голова (1987) (вместе с Бам Бам Бигелоу)[27]
  - Зал Славы WWE (2006)